# Pseudochromis reticulatus
Pseudochromis reticulatus är en fiskart som beskrevs av Gill och Dennis Wayne Woodland 1992. Pseudochromis reticulatus ingår i släktet Pseudochromis och familjen Pseudochromidae. Inga underarter finns listade i Catalogue of Life.